# Glenea albotarsalis
Glenea albotarsalis é uma espécie de besouro da família Cerambycidae. Foi descrito por Stephan von Breuning em 1956. É conhecida a sua existência no Bornéu.